# كرتون نتورك (الهند)
كرتون نتورك (بالإنجليزية: Cartoon Network)‏ (بالهندية: कार्टून नेटवर्क) ، هي قناة تلفزيونية ناطقة باللغات الهندية المحلية، أفتتحت سنة 1995م، ويقع مقرها في مدينة مومباي الهندية.

## افتتاحها
أنشئت شبكة كرتون نتورك العديد من القنوات المشابهة بالرغم من الاختلاف اللغوي، لتتم متابعة الأطفال لشاشة كرتون نتورك. افتُتِحت القناة الفضائية الهندية سنة 1995م، لتكون بذلك للجمهور الهندي خاصةً. تم افتتاح القناة تحديدًا في الأول من مايو عام 1995م وهو التاريخ الاصلي لافتتاح القناة. اللغة الأساسية للقناة هي اللغة الهندية، مع عدم وجود إمكانية تبديل اللغة الصوتية إلى الإنكليزية أو أي لغة أخرى. تبث القناة برامج كرتون نتورك الخاصة، وتعرض كرتون نتورك الهندية برامج أخرى عبر صفقات شراكة مع مختلف شركات الإنتاج الهندي مثل لاماتارا بيكتورز ومقرها دلهي (العاصمة).

## البرامج
- وقت المغامرة منذ 2010 إلى الآن
- .فتيات القوة منذ 1998الى 2010
- سكو بي دو اين أنت منذ 1996 إلى 1998
- .عالم غامبول المدهش منذ 2011 إلى حد الآن
- مختبر ديكستر منذ 1998 إلى 2005
- الدببة الثلاثة منذ 2015 إلى حد الآن
- الهوات المبتدئون منذ 2015 إلى حد الآن
- ويلي وماندي منذ 2005 إلى 2009
- ت مالك نفسك سكوبي دو منذ 2015 إلى حد الآن
- المجنون منذ 2014 إلى حد الآن
- العرض العادي منذ 2010 إلى حد الآن
- ابطال التايتنز انطلق مند 2013 إلى حد الآن ح
- بن 10 منذ 2005 إلى 2008
- كلارنس منذ 2014 إلى حد الآن
- ستيفن البطل منذ 2013 إلى حد الآن
- دريم ووركس التنانين منذ 2012 إلى حد 2016
- مغامرات فلاب جاك منذ 2008 إلى 2010
- تشاودر منذ 2007 إلى 2010
- ليغو نينجاغو: ابطال السبينجيتسو منذ 2011 إلى حد الآن
- منزل فوستر منذ 2005 إلى 2012
- اساطير تشيما منذ 2014 إلى حد 2015
- كوردج الجبان منذ 2001 إلى 2007
- بن 10 التيمت اليين منذ 2012 إلى حد الآن
- جوني برافو منذ 2001 إلى 2011
- فلينستون منذ 1996 إلى 2003
- ذا جتسونز منذ 1996 إلى 2006
- السنافر منذ 1996 إلى 2005
- بيبي لوني تونز منذ 2011 إلى حد الآن
- المصارعين المقنعين أول عرض في 3 أكتوبر 2013 إلى 2015

## الأفلام
- إد، إدد وإدي: رحلة المتاعب - لأول مرة 19 أغسطس 2012
- إطلاق سراح ويلي - أول عرض في 5 يونيو، 2013
- إطلاق سراح ويلي 2 - أول عرض في 12 يونيو، 2013
- إطلاق سراح ويلي 3: الإنقاذ - أول عرض في 19 يونيو، 2013
- أولاد الجيران: العملية صفر - لأول مرة 20 أغسطس 2012
- باتمان: عودة الجوكر - أول عرض في 8 مايو، 2013
- باجز باني: 1001 حكاية - أول عرض في 8 رمضان الموافق ل17 يوليو، 2013.
- باجز باني ورود رانر - أول عرض في 1 ل10 يوليو، 2013.
- بن 10 جينيرايتور ريكس اتحاد الابطال - لأول مرة 26 سبتمبر 2012
- بن 10: سباق مع الوقت - لأول مرة 5 نوفمبر 2011
  - بن 10: سر الأومنتريكس - أول عرض في 5 سبتمبر، 2011
    - بن 10: غزو الرقاقات - لأول مرة 7 نوفمبر 2011

  - بن 10: مدمر الكائنات الفضائية - لأول مرة 16 مارس 2012
  - توم وجيري والصغيرة روبين - أول مرة 25 أكتوبر 2012
  - دافي داك: الجزيرة المدهشة - أول عرض في 15 رمضان الموافق ل24 يوليو، 2013.
  - دكتور فريز الشرير وباتمان - أول عرض في 22 مايو، 2013
  - سكوبي دو ورجل الثلوج - أول عرض في 26 ديسمبر، 2012
  - سكوبي دو وشبح الساحرة - أول عرض في 19 ديسمبر، 2012
  - سكوبي دو ومشكلة الليزر - أول عرض في 12 ديسمبر، 2012
  - سكوبي دو ووحش البحيرة - أول عرض في 5 ديسمبر، 2012
  - كامب لازلو: أين لازلو؟ - لأول مرة 19 أغسطس 2012
  - كلاب وقطط - أول عرض في 24 أبريل، 2013
  - لفل أب - لأول مرة 5 يوليو 2012
  - ليغو حرب النجوم: الإمبراطورية تفشل - أول مرة 17 أكتوبر 2012
  - ليجو حرب النجوم: سجلات يودا أول عرض في 26 سبتمبر، 2013.
  - ليغو حرب النجوم: تهديد الباداوان - 12 ديسمبر 2011
- المصارعين المقنعين أول عرض في 03 أكتوبر، 2013.
- مغامرة تويتي - أول عرض في 14 يوليو، 2013.
- منزل فوستر للأصدقاء الخياليين: مخيلة المحطة - لأول مرة 6 نوفمبر 2011
- نافث اللهب - لأول مرة 22 ديسمبر 2011
- ويلي وونكا ومصنع الشوكولاتة - أول عرض في 10 أبريل، 2013